# ヴォルフガング・シャイデル
ヴォルフガング・シャイデル（Wolfgang Scheidel、1943年3月1日 - ）は、東ドイツのリュージュ選手である。エアフルト出身。1960年代中ごろから1970年代初めにかけて活躍し、1972年札幌オリンピック一人乗りで金メダルを獲得した。また、1965年リュージュ世界選手権では二人乗りで優勝している。